# Нягол Христев
Нягол Добрев Христев е български кооперативен деятел, учител и последовател на Михаил Бакунин.

## Биография
Роден е в Стрелча, Панагюрско, а родителите му са Добри и Дона Христеви. Завършва с отличие прогимназиалното си образование в родния си град през 1917 г. През следващата година се записва в Панагюрската гимназия (днес Средно училище „Нешо Бончев“). На това място се свързва с местните марксически среди. Заради участието в ученическа стачка е изключен и му се налага да се премести в Копривщица, където е увлечен от анархизма и отново е изключен по политически причини. След това се завръща в Стрелча и през 1922 г. основава младежко комунистическо дружество „Христо Ботев“. През 1923 г. дружеството е разгромено, а ръководителите – арестувани и подложени на малтретиране. Продължава образованието си в Харманли, а по-късно и в Казанлък. След провъзгласяването на Септемврийското въстание в Мъглиж и Енина и той се опитва да се прибере в Стрелча, но погромът на въстанието го принуждава да се укрива в София. Средното си образование завършва в Ботевград през 1924 г. Две години учителствува в село Давудово, Ардинско.
Нягол Христев между 1926 и 1934 г. е начален учител в Стрелча. След уволнението си през 1934 г. той е кооперативен деятел в Стелча, но през 1937 г. е отстранен от длъжността директор на основание Закона за контрола и надзора на кооперациите и дружествата. В 1938 г. се кандитатира за депутат в НС, но оттегля по-късно кандидатурата си. През 1942 г. е избран за председател на УС на Районния кооперативен съюз в Пловдив, но е изхвърлен по Закона за защита на държавата.
В годините на Съпротивата разпространява нелегална литература и е ятак, за което е арестуван и подложен на жестоки инквизиции от жандармеристите, включително за членството си в ОФ. След 9 септември 1944 г. става неудобен на новата власт в Стрелча и е принуден да отиде да живее в столицата.